# Пахон, Мариана
Мариана Пахон Лондоньо (исп. Mariana Pajón Londoño; род. 10 октября 1991, Медельин) — колумбийская велогонщица, олимпийская чемпионка 2012 и 2016 годов в дисциплине BMX. Золото 2012 года стало вторым для колумбийских спортсменов за всю историю участия в Олимпийских играх. На Играх 2020 года стала серебряным призёром. Чемпионка мира 2011, 2014 и 2016 годов, чемпионка Панамериканских игр, чемпионка игр Центральной Америки и Карибского бассейна, Южноамериканских игр. Лучшая спортсменка Колумбии 2010 и 2011 годов.
Знаменосец сборной Колумбии на церемонии открытия Олимпийских игр 2012 года.
Спортивные прозвища — «Тата», «Королева BMX».
16 декабря 2017 года вышла замуж за французского BMX-гонщика Венсана Пеллюара (род. 1990). Муж принял колумбийское гражданство и на Олимпийских играх 2020 года выступал за эту страну.
На Олимпийских играх 2024 года в Париже выбыла на стадии полуфинала.

## Ссылки

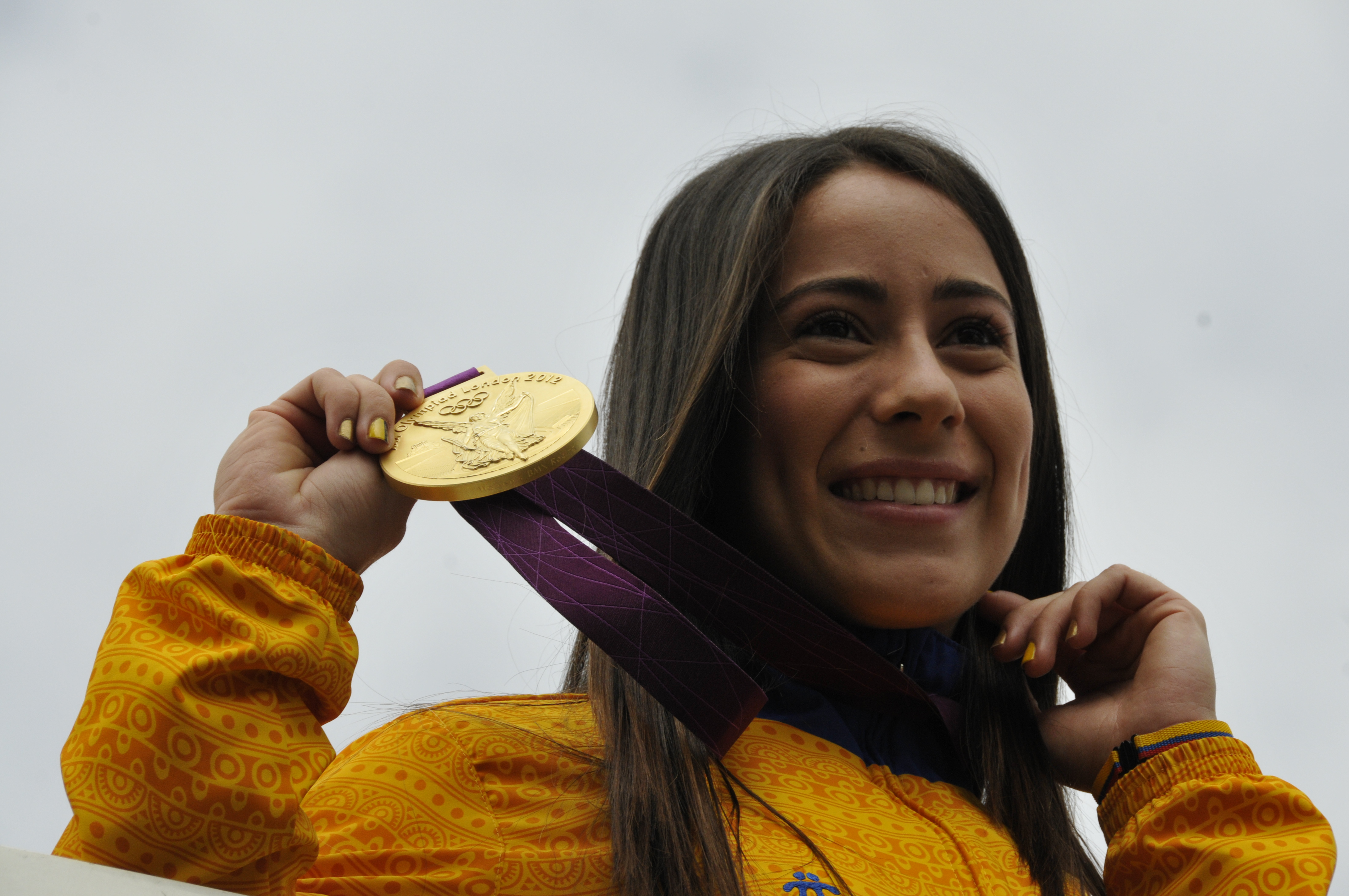
2012 год